# Милорад Телебак
Милорад Телебак (Невесиње, 1942 — Бања Лука, 8. април 2021) био је српски лингвиста и професор Универзитета у Бањој Луци.

## Биографија
Рођен је 1942. у Невесињу у Источној Херцеговини. Године 1992. долази у Бању Луку где је радио као професор на бањолучком универзитету. Био је ангажован као лектор у Народном позоришту Републике Српске и на Радио-телевизији Републике Српске. Уз то, био је члан Удружења књижевника Српске и Удружења књижевника Србије, те члан Комисије за фонологију и Комисије за стандардни језик у школству, администрацији, издаваштву и јавним гласилима. Преминуо је 8. априла 2021. године у Бањој Луци.

## Награде
Предсједник Републике Српске одликовао га је орденом Његоша „за допринос култивисању српског стандардног језика и развоју језичке културе народа“. За језичке приручнике које је написао Телебак је добио књижевне награде „Свети Сава“, „Кочићево перо“ и „Ступље“.

## Дјела
- Говоримо српски — С лакоћом до језичке културе, (1996, 1998, 2004, 2008)
- Музика ријечи — Ка говорној култури, (1999, 2001, 2004, 2009)
- Правоговор — Уста нису штампарија, (2001)
- Са смијехом кроз граматику, (2002, 2005)
- Шта се крије иза етимологије, (2003, 2005)
- Практични језички савјетник, (2004)
- Како се пише — Рјечник ијекавских облика ријечи, (2010)
- Како се каже, (2010)
- Одвојено, спојено или са цртицом
- Великим или малим словом (2012)
- Језички одгонетник (2014)